# District historique de Leadville
Le district historique de Leadville, ou Leadville Historic District en anglais, est un district historique de la ville américaine de Leadville, dans le Colorado. Il est classé National Historic Landmark depuis le 4 juillet 1961 et est inscrit au Registre national des lieux historiques depuis le 15 octobre 1966.